# Иликовский сельсовет
Иликовский сельсовет — муниципальное образование в Благовещенском районе Башкортостана.

## История
Согласно «Закону о границах, статусе и административных центрах муниципальных образований в Республике Башкортостан» имеет статус сельского поселения.

## Население
| 2002 | 2009 | 2010 | 2012 | 2013 | 2014 | 2015 |
| ---- | ---- | ---- | ---- | ---- | ---- | ---- |
| 730  | ↗757 | ↘600 | ↘599 | ↘582 | ↘562 | ↘536 |
| 2016 | 2017 |      |      |      |      |      |
| ↘505 | ↘489 |      |      |      |      |      |

## Состав сельского поселения
| № | Населённый пункт | Тип населённого пункта       | Население |
| - | ---------------- | ---------------------------- | --------- |
| 1 | Староиликово     | село, административный центр | ↘356      |
| 2 | Биштиново        | деревня                      | ↘169      |
| 3 | Гумерово         | деревня                      | ↗59       |
| 4 | Новоиликово      | деревня                      | ↘16       |